# Gothic Kabbalah
Gothic Kabbalah, disco de la banda sueca Therion. Fue grabado entre julio y septiembre el año 2006 y lanzado a la venta en el continente europeo el 12 de enero del año 2007; El disco está basado en el sistema cabalístico ideado en la Edad Media por el ocultista y astrólogo sueco Johannes Bereus, todas las letra son escritas nuevamente por Thomas Karlsson, también cuenta con la participación de los vocalistas solistas Hannah Holgersson, la hermosa Katarina Lilja, Snowy Shaw y Mats Levén. Este álbum muestra un cambio en la esencia musical de la banda, presentando un sonido más progresivo y pesado y en general menos orquestal que sus predecesores.

## Listado de canciones
CD 1
1. Der Mitternachtslöwe 5:38
2. Gothic Kabbalah 4:33
3. The Perennial Sophia 4:18
4. Wisdom and the Cage 4:51
5. Son of the Staves of Time 5:13
6. Tuna 1613 4:23
7. Trul 4:37
8. Close up the Streams 3:50

CD 2
1. The Wand of Abaris 5:58
2. Three Treasures 5:16
3. Path to Arcady 3:59
4. TOF - The Trinity 6:20
5. Chain of Minerva 5:21
6. The Falling Stone 4:22
7. Adulruna Rediviva 13:38

## Banda
1. Christofer Johnsson - Guitarra, teclados y programación.
2. Kristian Niemman - Guitarra solista y rítmica, teclados.
3. Johan Niemann - Bajo, guitarra eléctrica y acústica.
4. Petter Karlsson - Batería, guitarra, teclado, Persecución, coros, vocalista ("TOF - The Trinity" & "Chain of Minerva")

## Colaboradores
1. Mats Levén - Vocalista, Guitarra
2. Snowy Shaw - Vocalista
3. Katarina Lilja - Vocalista
4. Hannah Holgersson - Vocalista, Solo de Soprano

## Músicos invitados
1. Jonas Samuelsson-Nerbe - Solo de Tenor ("Tuna 1613", "Path to Arcady", "Adulruna Rediviva").
2. Anna Nyhlin - Solo de Soprano ("Path to Arcady" & "The Falling Stone")
3. Karin Fjellander - Soprano de Coral
4. Ken Hensley - Hammond
5. Joakim Svalberg - Hammond
6. Rolf Phlotti - Flauta ("Gothic Kabbalah" & "Trul")
7. Stefan Glaumann - Pandereta

## Videos musicales
1. Son of The Staves of Time 5:13
2. Adulruna Rediviva 15:06

- Datos: Q1929631